# Cleveland Barons (2001-2006)
I Cleveland Barons sono stati una squadra di hockey su ghiaccio dell'American Hockey League con sede nella città di Cleveland, nello stato dell'Ohio. Nati nel 2001 e sciolti nel 2006, nel corso degli anni sono stati affiliati alla franchigia dei San Jose Sharks.

## Storia
La squadra riprese il nome dei Barons che militarono nella AHL e nelle leghe ad essa precedenti fra il 1929 ed il 1973. I Barons rinacquero nel 2001 quando la franchigia dei San Jose Sharks trasferì la formazione affiliata in AHL dei Kentucky Thoroughblades a Cleveland, ospitati dal palazzetto di controllato dagli stessi proprietari degli Sharks, George e Gordon Gund. I fratelli Gund furono inoltre i proprietari degli altri Barons che giocarono in NHL alla fine degli anni '70. Nel 1978 i Barons si fusero con i Minnesota North Stars, mentre su iniziativa dei Gund nel 1991 nacquero gli Sharks staccandosi dai North Stars.
La franchigia si trasferì nel 2006 a Worcester, dove assunse il nome di Worcester Sharks. Dan Gilbert, proprietario della squadra NBA dei Cleveland Cavaliers, acquisì la franchigia inattiva degli Utah Grizzlies e la trasferì a Cleveland dove diventò Lake Erie Monsters, attivi a partire dalla stagione 2007-2008.

### Affiliazioni
Nel corso della loro storia i Cleveland Barons sono stati affiliati alle seguenti franchigie della National Hockey League:
- San Jose Sharks: (2001-2006)

## Record stagione per stagione
| Stagione         | Division | Gare | V  | S  | P | OTL | SOL | Punti | GF  | GS  | Piazzamento | Play-off                                                   |
| ---------------- | -------- | ---- | -- | -- | - | --- | --- | ----- | --- | --- | ----------- | ---------------------------------------------------------- |
| Cleveland Barons |          |      |    |    |   |     |     |       |     |     |             |                                                            |
| 2001-02          | Central  | 80   | 29 | 40 | 7 | 4   | -   | 69    | 223 | 268 | 4°          |                                                            |
| 2002-03          | Central  | 80   | 22 | 48 | 5 | 5   | -   | 54    | 203 | 286 | 5°          |                                                            |
| 2003-04          | North    | 80   | 37 | 28 | 8 | 7   | -   | 89    | 235 | 220 | 4°          | vince 1º turno (Toronto) 2-1 perde 2º turno (Hamilton) 2-4 |
| 2004-05          | North    | 80   | 35 | 37 | 6 | 2   | -   | 78    | 200 | 226 | 7°          |                                                            |
| 2005-06          | North    | 80   | 27 | 48 |   | 2   | 3   | 59    | 210 | 302 | 7°          |                                                            |

## Record della franchigia

### Singola stagione
Gol: 35  Mike Craig (2001-02) e  Miroslav Zálešák (2003-04)
Assist: 48  Jeff Nelson (2002-03)
Punti: 75  Miroslav Zálešák (2003-04)
Minuti di penalità: 335  Matt Carkner (2001-02)
Vittorie: 19  Vesa Toskala (2001-02)
Media gol subiti: 2.34  Nolan Schaefer (2003-04)
Parate %: .925  Nolan Schaefer (2003-04)

### Carriera
Gol: 84  Miroslav Zálešák
Assist: 117  Patrick Rissmiller
Punti: 181  Patrick Rissmiller
Minuti di penalità: 948  Matt Carkner
Vittorie: 34  Vesa Toskala
Shutout: 7  Nolan Schaefer
Partite giocate: 315  Matt Carkner